# Tremella encephala
Espèce
Synonymes
- Tremella encephaliformis Willd. 1785
- Naematelia encephala (Pers.) Fr. 1818

Tremella encephala,  la Trémelle cérébriforme est une espèce de champignons (Fungi) basidiomycètes de la famille des Tremellaceae. Il est répandu dans les régions tempérées de l'hémisphère nord et est un parasite d'une autre espèce de champignon, Stereum sanguinolentum, qui pousse sur les branches mortes encore attachées ou récemment tombées de conifères.

## Taxonomie
Tremella encephala a d'abord été publié en 1801 par Christiaan Hendrik Persoon en se basant sur une description précédente de  Carl Ludwig Willdenow qui avait nommé l'espèce Tremella encephaliformis. En 1818, l'espèce a été choisie comme espèce type du genre Naematelia, un nouveau genre proposé par Elias Magnus Fries pour accueillir les champignons ayant des basidiocarpes gélatineux avec un noyau dur ou compact. Il a fallu attendre 1961 pour que le mycologue américain Robert Bandoni montre que ce noyau central était les restes du champignon hôte, Stereum sanguinolentum .
L'épithète encephala qui signifie « cerveau » fait référence à la forme et à la couleur du basidiocarpe.

## Description

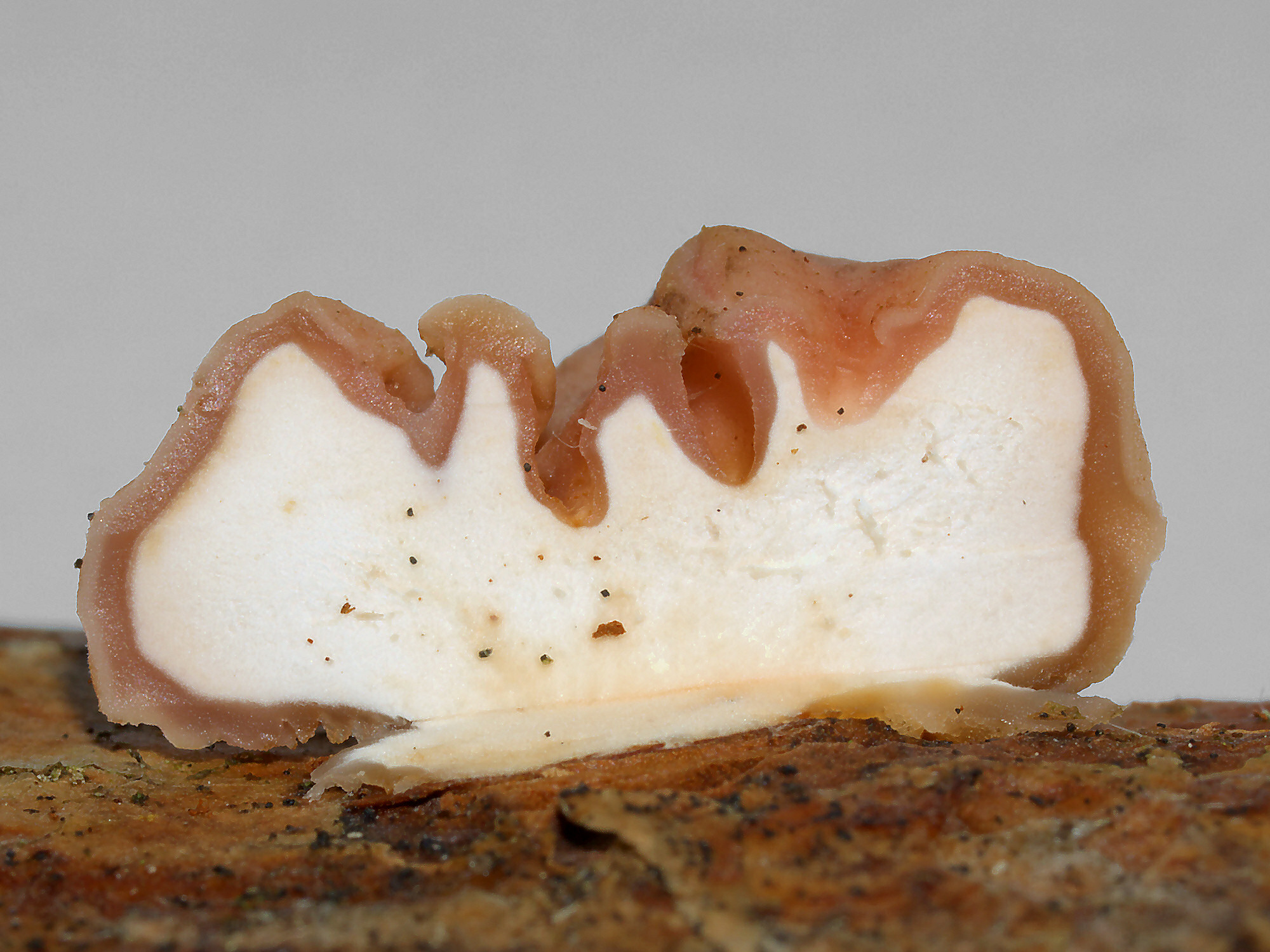
Basidiocarpe sectionné montrant le cœur central

Le sporophore est gélatineux, rose pâle à rose terne jaunâtre, mesurant jusqu'à 3 cm de diamètre, et ressemble à un petit cerveau avec un noyau dur et blanchâtre, quand on le coupe. Au microscope, les hyphes forment un maillage serré dans une matrice dense gélatineuse. Les cellules haustoriales poussent sur les hyphes, produisant des filaments qui s'attachent à écarter et pénétrer les hyphes de l'hôte (abondants dans le noyau central). Les basides sont gélatineuses, sphériques à ellipsoïdes, avec des cloisons obliques à verticales, de 13 à 20 sur 12 à 17 μm, généralement sessiles. Les basidiospores sont pour la plupart à peu près de forme sphérique, lisses, de 6 à 11 sur 5,5 à 9 μm, et germent par des hyphes ou des cellules de levure,.

## Habitat et répartition

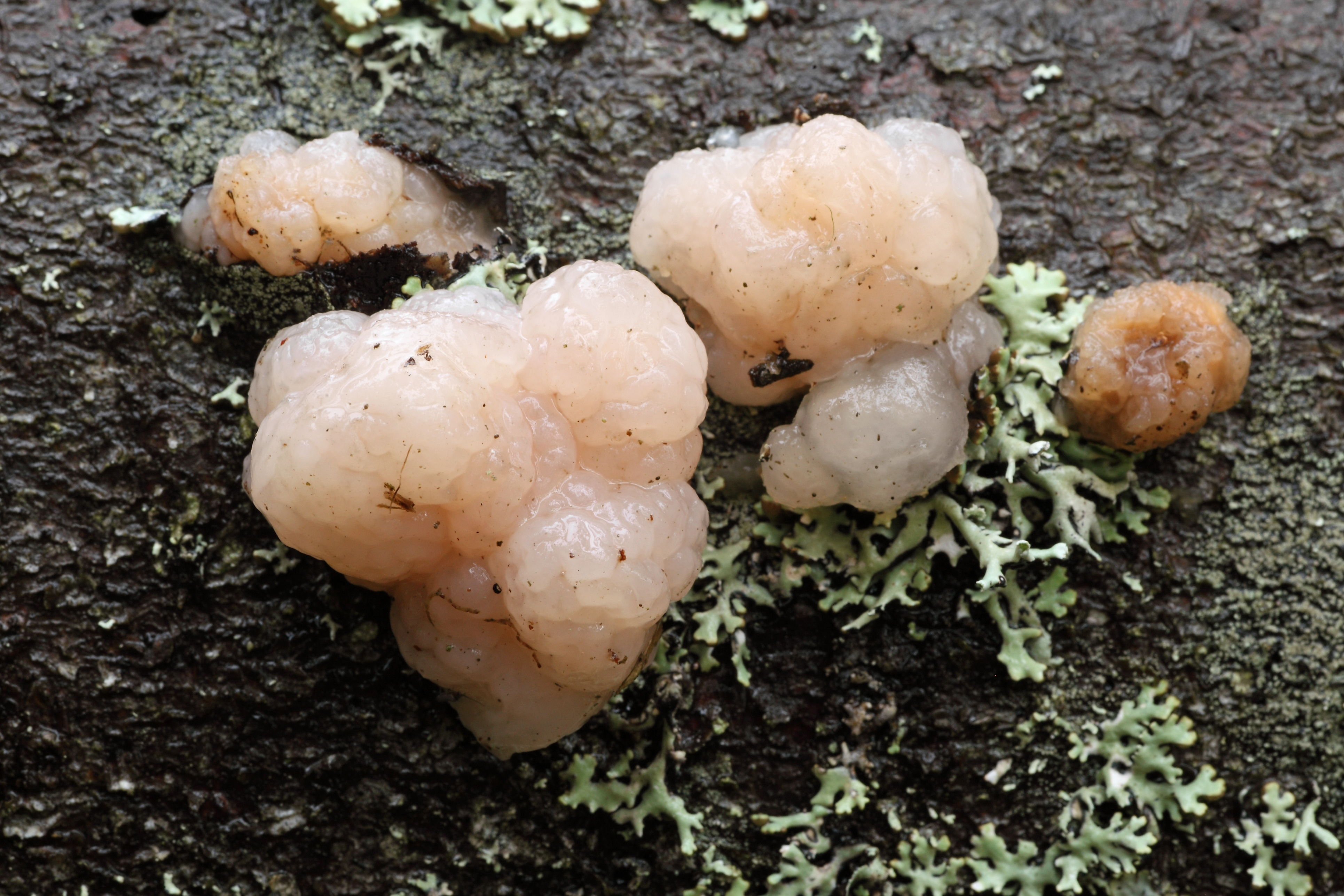
T. encephala, Commune d'Albu, Estonie.

Tremella encephala est un mycoparasite de Stereum sanguinolentum, croissant et souvent enveloppant complètement le basidiocarpe hôte. Comme son hôte, les sporophores se trouvent généralement sur les branches mortes, attachées ou récemment tombées de conifères,.
L'espèce pousse dans la partie tempérée de l'hémishère nord et est trouvée dans toute l'Amérique du Nord, en Europe et en Asie du Nord,. Elle a également été trouvée en Australie.